# Itō Daisuke

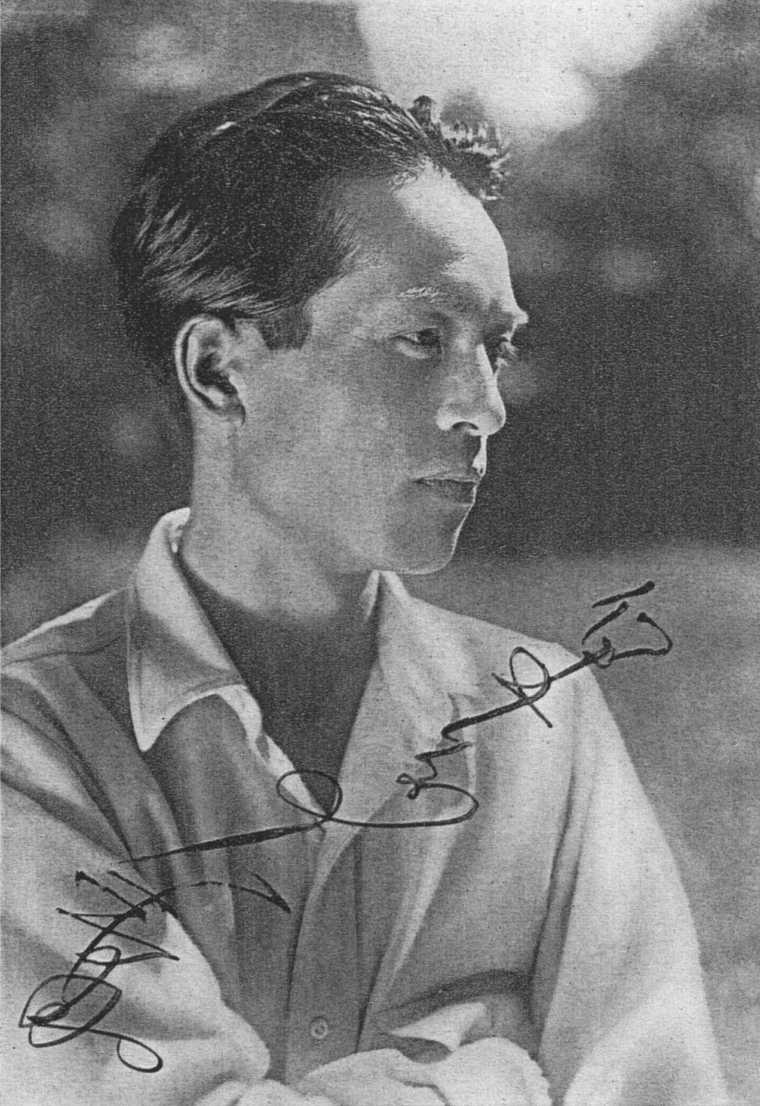
Itō Daisuke

Itō Daisuke (japanisch 伊藤 大輔; Daisuke Itō; * 13. Oktober 1898 in Uwajima, Präfektur Ehime; † 19. Juli 1981, Japan) war ein japanischer Drehbuchautor und Filmregisseur.

## Leben
Itō Daisuke trat 1920 in die Schauspielerschule ein, die mit einem Filmunternehmen zusammenhing, der heutigen Shōchiku. Er schloss sich der Drehbuchabteilung an und begann zu schreiben. 1924 Jahre übernahm er seine erste Filmregie mit „Shuchū Nikki“ (酒中日記), „Tagebuch eines Betrunkenen“. Danach gründete er 1926 sein eigenes Filmunternehmen, „Itō eiga kenkyūjo“ (伊藤映画研究所). Trotz großer finanzieller Probleme gelang es ihm 1926 „Kyōko to Shizuko“ und „Nichirin“ (日輪), „Die Sonne“ zu produzieren, häufte dabei aber große Schulden an. Erfolgreich waren dann seine Filme „Chōkon“ (長恨), „Lebenslanger Hass“ 1926 und „Chūji tabi nikki“ (忠次旅日記), „Chūjis Reisetagebuch“ 1927. In den frühen Tonfilmen, in Japan „talkies“ genannt, führte er 1933 Regie in „Tange Zasen“ (丹下 左膳). Das war ein Film über einen fiktiven, loyalen, einäugigen und einarmigen Samurei. Ein weiterer Film aus dieser Zeit war „Satsuma hikyaku“ (薩摩飛脚), „Der Kurier von Satsuma“.
Sein Hauptgenre war das Jidai-geki (Samurai-Actionfilm), in das er entgegen allen damaligen Konventionen europäische Romanerzählungen einfließen ließ und damit avantgardistisches Kino in Japan schuf. Neben erzähltechnischen Neuerungen waren auch Kameraarbeit und Montage seiner Filme von westlichen Vorbildern inspiriert. Ab 1933 drehte er Tonfilme.  Itōs Filme zeigten zur Hochzeit des japanischen Nationalismus in den 1930er Jahren Sympathie für die Armen, deren Situation er realistisch darstellte. In den Kriegsjahren 1939 bis 1945 war er nicht aktiv. 
Danach arbeitete er mehrfach mit dem Actionstar Bandō Tsumasaburō. 1950 verfilmte er Victor Hugos Die Elenden mit Sessue Hayakawa in der Hauptrolle. Weitere Nachkriegsfilme waren 1948 „Ōshō“ (王将), „Der Schachkönig“, und 1961 „Hangyakuji“ (反逆児), „Der Rebell“. 
Itō konnte jedoch in der Nachkriegszeit seine Erfolge der Stummfilmzeit nicht wieder erreichen. Sein letzter Film entstand 1970.
1928 und 1931 erhielt er jeweils einen Kinema Junpo Award für den besten Film.